# Kompartimentierungshypothese
Die Kompartimentierungshypothese, auch Sukzessivtheorie oder Plasmidhypothese ist eine heute weitgehend aufgegebene wissenschaftliche Theorie zur Entstehung der  Eukaryotischen Zelle. Sie postuliert die autogene Entstehung der membranumhüllten Zellorganellen, insbesondere der Mitochondrien und Plastiden durch Einstülpung (Invagination) der ursprünglichen Zellmembran und Abschnürung von Vesikeln, die dann spezialisierte Aufgaben übernommen haben. Diese hätten sich zu Zellkompartimenten weiterentwickelt, die schließlich zu Organellen wurden. Die eigenständige DNA der Organellen wird erklärt über ringförmige DNA-Moleküle, Plasmide genannt, oder durch vollständige Verdoppelung des Ursprungsgenoms mit anschließendem Ausfall der jeweils nicht benötigten Gene.
Im Gegensatz hierzu steht die Endosymbiontentheorie, die die heute allgemein wissenschaftlich anerkannte Erklärung für die Entstehung von Mitochondrien und Plastiden liefert. Nach der Endosymbiontentheorie gehen diese Organellen auf die Aufnahme ursprünglich eigenständiger, prokaryotischer Organismen, möglicherweise durch Phagocytose, in einen Ur-Eukaryoten zurück, die anschließend als Endosymbiont in einer Symbiose, einem Zusammenleben zum beiderseitigen Vorteil, erhalten geblieben seien und sich von selbständigen Organismen zu Organellen rückentwickelt hätten.
Ein wichtiges Argument für die Kompartimentierungshypothese war die Entstehung des, ebenfalls membranumhüllten, Zellkerns der Eukaryoten. In einer Variante der Theorie ist der membanumhüllte Zellkern sogar das einzige Relikt der ur-eukaryotischen Zelle, während das Zytoplasma mit seinen Bestandteilen ursprünglich von dort nach außen abgegeben wurde. Nach der verbreiteteren Form der Theorie war die Möglichkeit der Invagination von Membranen (die Prokaryoten nicht besitzen) ebenso wie bei der Endosymbiontentheorie schon zentral für die Entstehung der Organellen. Diese Einstülpungen hätten aber keinen Beuteorganismus enthalten, der zum Endosymbionten wurde, sondern wären an sich vorteilhaft gewesen, um die Membranoberfläche zu vergrößern oder abgegrenzte Kompartimente für spezialisierte Reaktionen zur Verfügung zu stellen. Die Einstülpung der Membran bei der Phagocytose konnte außerdem auch ein Modell für die Kernteilung bei der Mitose liefern.
Heute sind die verschiedenen Varianten der Kompartimentierungshypothese in der biologischen Forschung nur noch Außenseiterhypothesen, sie wurden verdrängt durch modernisierte Fassungen der Endosymbiontentheorie. Durch den Vergleich homologer Gene ist es nahezu ausgeschlossen, dass das Genom der Plastiden und der Mitochondrien aus dem Kerngenom hervorgegangen ist. Der Mechanismus der Bildung und die Reihenfolge der verschiedenen Ereignisse, die zur eukaryotischen Zelle führten, werden aber nach wie vor kontrovers diskutiert. In jüngerer Zeit wurden Modelle vorgestellt, die eine Bildung der Zelle ohne Phagocytose möglich erscheinen lassen. Einige Theorien werden dargestellt im Artikel Urvorfahr.